# Germanik
Germanik Julij Cezar (latinsko Germanicvs Ivlivs Caesar), znan tudi kot Germanik in Germanik starejši, je bil rimski vojskovodja in državnik in pripadnik prve rimske cesarske Julijsko-klavdijske dinastije, * 24. maj 15 pr. n. št.,  † 9. oktober 19.

## Mladost
Germanik je bil najstarejši otrok Druza starejšega, kateri je bil sin cesarice Livije (žena cesarja Avgusta) in Antonije mlajše. Stari oče po materini strani je bil slavni rimski vojskovodja in državnik in neuspešen Avgustov tekmec Mark Antonij. Druz starejši in Antonija mlajša sta imela kasneje še hčerko Livijo mlajšo (13 pr. n. št.) in sina Klavdija (10. pr. n. št.), kasnejšega cesarja Klavdija I..
Ob rojstvu so ga imenovali Neron Klavdij Druz ali Tiberij Klavdij Neron. Druza starejši je leta 9 za svoje zasluge v vojnah proti Germanom dobil pravico do naslova Germanik (Germanicus), ki je po njegovi smrti prešel na njegovega najstarejšega sina.
Avgust in Livija, ki sta očitno skrbno načrtovala zakonske zveze svojih potomcev in povezovanje Julijske in Klavdijske rodbine, sta leta 5 Germanika poročila z Agripino starejšo, hčerko Avgustove hčerke Julije in generala Marka Vipsanija Agripe.  Po pričevanju zgodovinarja Tacita je bil njun zakon srečen in harmoničen. V zakonu se jima je rodilo devet otrok, od katerih je otroštvo preživelo samo šest. 
Avgust je leta 4 za svojega naslednika izbral posinovljenca Tiberija, vendar ga je obvezal, da posinovi Germanika. Germanik se je preimenoval v Germanika Julija Cezarja in uradno postal član Julijske rodbine (gens Iulia). Agustova poteza bi lahko bila znak njegove izjemne naklonjenosti ali pa je prepoznal Germanikove sposobnosti, ki bi se lahko izkazale v vojaški službi. Germanik je  postal poveljnik rimskih legij v Dalmaciji in Panoniji in bil za nagrado leta 12 izbran za konzula.

## Vojne z Germani
- Pohodi Germanika in Cecine in 14 n. št. – 16 n. št
- Pohod 14 n. št.
- Pohod 15 n. št.
- Pohod 16 n. št.

Po Avgustovi smrti leta 14 so se rimske legije v Podonavju in Porenju uprle. Novi cesar Tiberij je previdno ostal v Rimu. Svojega sina Druza mlajšega je poslal umirit legije na Balkanu, Germanika pa na Ren, kjer je bil med vojaki še vedno živ spomin na njegovega očeta Druza starejšega. Kot vrhovni komandant vojske v Germaniji se je soočil z zahtevami vojakov po boljših pogojih službovanja. Ko so ga vojaki razglasili za cesarja, je upor dobil tudi politično obeležje. Germanik je imenovanje odklonil in vojakom pojasnil, da bo ostal zvest svojemu stricu Tiberiju. Ko so legionarji izvedeli, da je moral Germanik kot potomec Avgusta in Druza starejšega zaščito svoje družine zaupati  zavezniškemu galskemu plemenu Eduov,  so osramočeni upor prekinili. Germanik je kaznoval vodje upora in se z vojsko odpravil na pohod v Germanijo, ki se je končal z pokolom Marsov v gornjem toku Ruhra.
Naslednje leto se je z osmimi legijami odpravil na pohod proti germanski plemenski zvezi, ki jo je vodil Herusk Arminij, znan po pokolu treh rimskih legij v bitki v Tevtoburškem gozdu. Rimska vojska je opustošila veliko germanskega ozemlja, prebivalci pa so se umaknili v gozdove in močvirja. Germanik je ujel Arminijevo ženo, Germanov pa mu ni uspelo poraziti. Pohod je imel za osebni poraz in ob tem izjavil, da je Germane mogoče poraziti samo s popolnim iztrebljenjem. 
Nazadnje je odšel na prizorišče bitke v Tevtoburškem gozdu in ukazal dostojno pokopati raztresene ostanke  padlih vojakov. Svojo vojsko je zatem povedel na ozemlje Heruskov, kjer je Arminij iz zasede potolkel rimsko konjenico in prisilil Germanika k umiku. Polovico vojske, ki se je po južni poti umikala v Galijo, so stalno napadali Germani. Germanik se je z drugo polovico vojske umaknil na obalo Severnega morja, od koder se je z velikimi izgubami z ladjami vrnil na zemlje pod rimskim nadzorom. 
Leta 16 je Germaniku kljub Tiberijevi sumničavosti uspelo zbrati veliko vojsko, s katero je ponovno napadel Germane. Pri prečkanju reke Vezer pri sedanjem Mindenu so Rimljani utrpeli znatne izgube. Germanik se je zatem v odprti bitki nekje med sedanjim Mindenom in Hamelnom spopadel z Arminijem v bitki pri Idistavisu in tesno zmagal. Ranjenemu Arminiju je z ostankom vojske uspelo pobegniti. Vojski sta se ponovno spopadli  v bitki Angrivarskem zidu zahodno od Hannovra. Obe strani sta imeli težke izgube, izid pa je bil neodločen (Tacit je trdil da je bitka bila rimska zmaga, čemur nekateri sodobni zgodovinarji oporekajo, saj Rimljani niso dosegli strateškega cilja, to je uničenja Arminija in njegove koalicije). Germanik se je moral ponovno umakniti in se vrniti po morju, kjer je izgubil še nekaj tisoč vojakov. Po vrnitvi je nekajkrat v manjšem obsegu vpadel v Germanijo in uspel dobiti dva od treh legijskih praporov, izgubljenih v bitki v Tevtoburškem gozdu. Njihova izguba je za legije pomenila veliko sramoto.  Visoka cena vojne, ki ni prinesla odločilne zmage, je spodbudila Tiberija, ki je tudi sam imel vojaške izkušnje z Germani, da je preklical vse nadaljnje pohode. Germaniku je za zasluge odobril triumf, čeprav je njegov umik pomenil konec vseh rimskih poskusov, da svojo oblast razširijo na desno obalo Rena.

## Potovanje na vzhod in smrt
V Rimu so imeli Germanikove pohode za velik uspeh, zato je postal še bolj priljubljen kot njegov stric. Tiberij ga je leta 18 poslal na vzhod kot svojega vrhovnega namestnika za vse vzhodne province.  Germanik je Kapadokijo in Komageno organiziral v rimski provinci, njegov obisk v Egiptu pa je izzval Tiberijev bes, ker je bil po Avgustovem zakonu vstop v Egipt zaradi njegovega položaja in bogastva prepovedan tudi za vse senatorje brez posebnega cesarjevega dovoljenja. Germanik se je zato vrnil v Sirijo, kjer se je sprl z lokalnim namestnikom Gnejem Kalpurnijem Pizonom. Pizon se ni hotel ukloniti Germanikovi nadoblasti in je moral zato zapustiti provinco. Ko je iz Antiohije priplul na Rodos, je izvedel, da je Germanik 9. oktobra 19 umrl.

## Zapuščina
Na Germanikovo smrt so  v Rimu gledali kot na posledico Tiberijeve zarote, ki sta jo skovala s Pizonom. Pizon se je namreč po Germanikovi smrti vrnil v Sirijo in ponovno zasedel položaj cesarjevega namestnika. Cesar ga je zatem odpoklical v Rim, kjer se je moral pred senatom zagovarjati za obtožbo, da je Gemanika zastrupil. Po smrti Tiberijevega sina Druza se je cesar umaknil na Kapri, oblast v Rimu pa je prepustil prefektu pretorijske straže  Luciju Eliju Sejanu.
Sejan je s spletkami dosegel, da sta bil Germanikova najstarejša sinova Neron Germanik in Druz Cezar obsojena za zaroto proti Tiberiju.  Neron Germanik je bil izgnan na otok Ponza, kjer je leta 30 umrl od lakote ali bil prisiljen narediti samomor.  Brat Druz Cezar je v zaporu zavestno stradal do smrti leta 33. Tretji Germanikov sin, Kaligula, je leta 37 postal rimski cesar.

## Sklic
1. 1 2  data.bnf.fr: platforma za odprte podatke — 2011.
2. ↑  Tacit, Anali, IV.57.